# 华金·阿尔穆尼亚
华金·阿尔穆尼亚·阿曼（西班牙語：Joaquín Almunia Amann，1948年6月17日—），西班牙政治人物。曾任西班牙工人社会党总书记、欧盟委员会副主席兼竞争事务专员。

## 生平
1948年6月17日出生于巴斯克自治区毕尔巴鄂。父亲是巴伦西亚人，母亲有犹太人血统。
1976年至1979年，他是劳动者总联盟主要成员。1979年当选西班牙众议院议员。1982年至1986年，担任费利佩·冈萨雷斯内阁的劳动与社会保障大臣。1986年至1991年，担任公共行政大臣。1994年至1997年，担任西班牙工人社会党众议院发言人。1997年，担任西班牙工人社会党总书记。2000年，在大选中作为西班牙首相候选人，获得7,918,752张选票（34.1%）最终落选而辞去党内职务。2004年至2010年，担任欧盟经济和货币事务专员。2010年至2014年，担任欧盟竞争事务专员。

## 荣誉
- 大十字级卡洛斯三世勋章（1993年）[3]